# Монтерей (Массачусетс)
Монтерей (англ. Monterey) — місто (англ. town) в США, в окрузі Беркшир штату Массачусетс. Населення — 1095 осіб (2020).

## Демографія
Згідно з переписом 2010 року, у місті мешкала 961 особа в 426 домогосподарствах у складі 274 родин. Було 928 помешкань
Расовий склад населення:
| - 97,8 % — білих - 1,5 % — чорних або афроамериканців - 0,1 % — азіатів |

До двох чи більше рас належало 0,2 %. Частка іспаномовних становила 0,6 % від усіх жителів.
За віковим діапазоном населення розподілялося таким чином: 17,0 % — особи молодші 18 років, 60,4 % — особи у віці 18—64 років, 22,6 % — особи у віці 65 років та старші. Медіана віку мешканця становила 51,1 року. На 100 осіб жіночої статі у місті припадало 91,1 чоловіків;  на 100 жінок у віці від 18 років та старших — 94,6 чоловіків також старших 18 років.
Середній дохід на одне домашнє господарство  становив 95 123 долари США (медіана — 58 661), а середній дохід на одну сім'ю — 121 764 долари (медіана — 83 750). Медіана доходів становила 61 250 доларів для чоловіків та 44 750 доларів для жінок. За межею бідності перебувало 10,0 % осіб, у тому числі 22,1 % дітей у віці до 18 років та 2,2 % осіб у віці 65 років та старших.
Цивільне працевлаштоване населення становило 380 осіб. Основні галузі зайнятості: науковці, спеціалісти, менеджери — 23,2 %, освіта, охорона здоров'я та соціальна допомога — 23,2 %, мистецтво, розваги та відпочинок — 14,2 %, будівництво — 9,2 %.